# Une tempête dans une chambre à coucher
Une tempête dans une chambre à coucher è un cortometraggio del 1901 diretto da Ferdinand Zecca.

## Trama
Un viaggiatore si prepara a passare la notte in una stanza d'albergo, ma appena si sdraia sul letto, si ritrova in cima a una credenza che subito si trasforma in una barca. Il mare invade la stanza e spaventato cade in acqua, cerca di nuotare per sfuggire a questa situazione pericolosa ma si rende conto che sta nuotando sul pavimento della stanza. Era solo un sogno.

## Produzione
Alla Cinémathèque Française - Musée du Cinéma di Parigi, fondato da Henri Langlois, sono conservati ancora i modelli della scenografia di questo film.